# Abaris (Rutuler)
Abaris ist eine Person der römischen Mythologie.
Abaris ist in Vergils Aeneis ein rutulischer Krieger unter König Turnus und kämpft gegen den nach Italien eindringenden Aeneas aus Troja. Er wird von Euryalos, dem Begleiter des Aeneas, während eines nächtlichen Überfalls auf das Lager der Rutuler im Schlaf getötet.